# Motor de cinco cilindros en línea

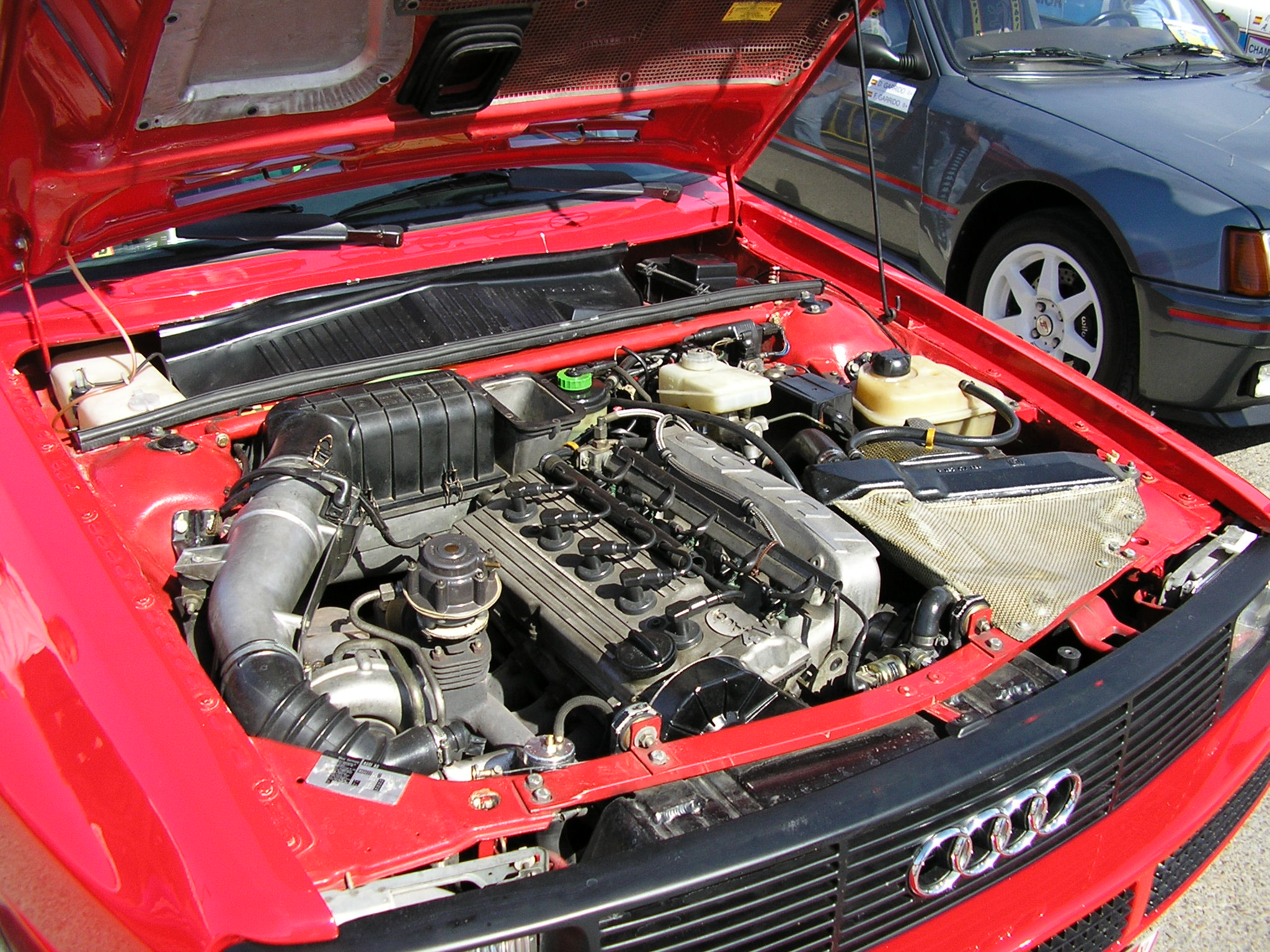
Motor de cinco cilindros en línea de un Audi Quattro (2006)

Un motor de cinco cilindros en línea es un propulsor de combustión interna que cuenta con cinco cilindros paralelos alineados en una fila, compartiendo un solo bloque del motor y el mismo cárter. La justificación teórica de estos motores es que son casi tan compactos como los de cuatro cilindros en línea y casi tan suaves como los de seis cilindros en línea.
Una variación del motor de cinco cilindros en línea es el V5 de ángulo cerrado (como el motor V5 de Volkswagen) que tiene una sola culata y un solo bloque de cilindros, pero que utiliza un ligero desplazamiento angular para reducir la longitud total en comparación con la de un motor de cinco cilindros en línea convencional.

## Historia
Henry Ford tenía un motor de cinco cilindros en línea desarrollado a fines de la década de 1930 y principios de la de 1940 para un diseño de automóvil compacto y económico, que nunca se produjo debido a la falta de demanda de automóviles pequeños en los Estados Unidos. Lancia en Italia desarrolló un motor diésel de 5 cilindros a finales de la década de 1930 para usar en su serie de camiones RO, con el fin de reemplazar los motores diésel de 2 cilindros y gasolina de 3 cilindros utilizados anteriormente. El modelo posterior se conoció como 3RO y fue utilizado por las fuerzas armadas italianas y alemanas durante la Segunda Guerra Mundial. Este camión permaneció en producción hasta 1950.
No se fabricó un motor de cinco cilindros en línea para automóviles de pasajeros hasta que Mercedes-Benz presentó el motor OM617 diésel en 1974. La primera producción de gasolina de cinco cilindros en línea fue el 2.1 R5 introducido por Volkswagen en el Audi 100 a finales de la década de 1970, cuyo desarrollo impulsó el coche de rally Audi Quattro.
A partir de entonces, los motores de cinco cilindros pasaron a ser utilizados por marcas del mercado intermedio que buscaban ampliar sus gamas de motores a capacidades más altas sin optar por la opción de seis cilindros. En los últimos años, el motor ha ido perdiendo su relativa popularidad anterior, y por ejemplo Volvo anunció en 2014 que dejaría de fabricarlos.

## Características

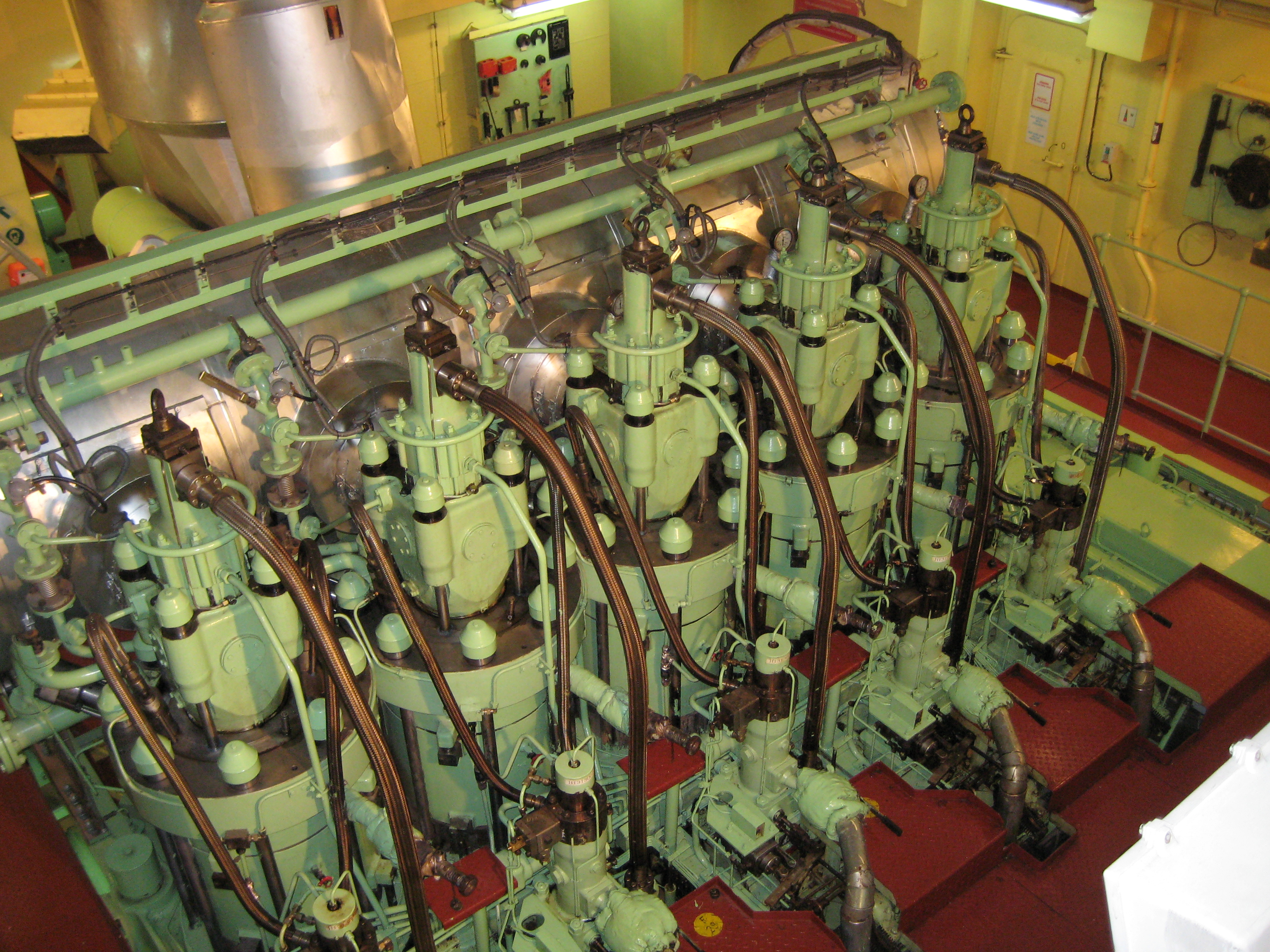
Motor diésel MAN B&W 5S50MC de cinco cilindros y dos tiempos. Este motor en particular se encuentra a bordo de un buque de transporte de productos químicos de 29.000 toneladas

### Suavidad
La ventaja del motor de cinco cilindros sobre un motor de cuatro cilindros comparable se comprende mejor considerando las "carreras de potencia" y su frecuencia. En un ciclo de cuatro tiempos, el motor enciende todos los cilindros una vez cada 720 grados (dos giros completos), de forma que cada pistón se dispara una vez por cada dos rotaciones del cigüeñal. De acuerdo con el orden de explosión que determina el funcionamiento de un motor de cuatro tiempos, se debe dividir 720 grados (dos ciclos de giro completos) por el número de cilindros para determinar la frecuencia con la que se produce una carrera de potencia. Para un motor de cuatro cilindros en línea, 720°÷4 = 180°, por lo que se produce una carrera de potencia cada 180 grados, que son dos carreras de potencia por cada revolución del cigüeñal. Un motor V8 con un cigüeñal crossplane (con las manivelas desfasadas en ciertos ángulos) obtiene una carrera de potencia cada 90 grados: 720°÷8 = 90°, que son cuatro carreras de potencia por cada revolución del cigüeñal.
Una carrera de potencia determinada no puede durar más de 180 grados de rotación del cigüeñal, por lo que las carreras de potencia de un motor de cuatro cilindros son secuenciales, sin superposición. Al final de la carrera de potencia de un cilindro, otro cilindro se dispara.
En un motor de uno, dos o tres cilindros, hay lapsos en los que no se está produciendo una carrera de potencia. Por ejemplo, en un motor de tres cilindros, se produce una carrera de potencia cada 240 grados (720°÷3 = 240°). Dado que una carrera de potencia no puede durar más de 180 grados, esto significa que un motor de tres cilindros tiene un intervalo de 60 grados de "silencio" (sin empuje activo) entre carreras de explosión consecutivas.
Los motores de cinco cilindros tienen las manivelas del cigüeñal distribuidas con ángulos de 72 grados (a excepción del motor Volkswagen V5, que tiene un desfase en las manivelas ajustado al ángulo entre los cilindros, y que a pesar de su configuración en V, presenta intervalos de encendido uniformes). La mayoría de los motores de cinco cilindros (Audi 2.5, VW 2.5 R5) tienen el orden de encendido 1-2-4-5-3. El encendido de un cilindro tras otro (por ejemplo, 1-2-3-4-5 en el caso de un motor de cinco cilindros) nunca se usa excepto en motores de 3 cilindros donde no hay alternativa y en algunos motores V6. Esto se debe a que el motor resultante tendría una fuerte tendencia a oscilar de un extremo a otro y, en general, presentaría un equilibrio deficiente.
Un motor de cinco cilindros obtiene una carrera de potencia cada 144 grados (720°÷5 = 144°). Dado que debido a la sincronización del árbol de levas, cada carrera de potencia dura aproximadamente 120 grados [terminando cuando se abre la válvula de escape], esto significa que hay un período muy corto de aproximadamente 24 grados cuando el cigüeñal no recibe impulso alguno. Debido a los niveles desiguales de par motor durante las carreras de expansión divididas entre los cinco cilindros, aumentan las vibraciones de segundo orden. A velocidades de giro más altas del motor, se produce una vibración desigual de tercer orden en el cigüeñal que aparece cada 144 grados. Debido a que las carreras de potencia tienen menos tiempo de inactividad, un motor de cinco cilindros puede funcionar con mayor suavidad que un motor de cuatro cilindros, pero solo a velocidades de rango medio, donde las vibraciones de segundo y tercer orden son más bajas.
Cada cilindro agregado más allá de cinco aumenta la superposición de las carreras de potencia y reduce la vibración de orden primario. Un motor de seis cilindros en línea dispone de una carrera de potencia cada 120 grados, por lo que generalmente no hay superposición de los periodos de explosión. Sin embargo, este aumento en la suavidad de un motor de seis cilindros sobre un motor de cinco cilindros no es tan pronunciado como el de un motor de cinco cilindros sobre un motor de cuatro cilindros. El cinco en línea pierde menos potencia por fricción que un seis en línea. También utiliza menos piezas y es físicamente más corto, por lo que requiere menos espacio en el compartimento del motor, lo que permite montarlo transversalmente.

### Compacidad y rendimiento
Un motor de cinco cilindros es más largo y más caro de fabricar que un motor de cuatro cilindros comparable, pero algunos fabricantes como Volvo llegaron a la conclusión de que estos costos se veían compensados por su mayor capacidad en un espacio más pequeño que el necesario para un motor de seis cilindros.
Los motores turbo de cinco cilindros se han utilizado en más de una ocasión en aplicaciones deportivas y de carreras por su equilibrio y cualidades de rendimiento. El Volvo S60 R utiliza un motor de 2.5 litros turboalimentado de cinco cilindros en línea que es capaz de generar 300 HP (304 CV) y 295 lb·pie (400 N·m) de par motor en un amplio régimen de giro. El automóvil de alto rendimiento Ford Focus RS Mk2 utiliza el mismo motor Volvo de 5 cilindros, desarrollado por Ford a niveles de potencia muy similares, y es uno de los automóviles de producción de cuatro ruedas motrices más potentes jamás creados. Otro ejemplo de un automóvil de 5 cilindros de alta potencia es el Audi RS2, con su motor 2.2 turboalimentado que genera 311 hp.

### Equilibrio
Una desventaja de un motor de cinco cilindros en línea con respecto a uno de seis es que no está inherentemente equilibrado. Cualquier diseño de cinco cilindros en línea de ignición uniforme tiene momentos libres de empuje, lo que genera vibraciones de primer y de segundo orden, mientras que un motor de seis cilindros en línea no tiene ningún desequilibrio de primer o de segundo orden, lo que implica que no necesita utilizar ejes de equilibrado adicionales. En comparación, un motor de cuatro cilindros en línea no tiene momentos libres de primer o de segundo orden, pero tiene una gran fuerza libre de segundo orden que contribuye a la vibración típica estos diseños.
La motocicleta Honda RC149 GP de 1966 usaba un motor de 5 cilindros en línea de 125 cc que estaba configurado como un seis en línea pero sin uno de los cilindros intermedios; esto eliminó cualquier par oscilante (y redujo la torsión del cigüeñal debido a la inercia del pistón, una característica ideal para las altas velocidades del motor a las que funcionaría), mientras que dejaba fuerzas libres equivalentes a un solo cilindro de 25 cc de construcción similar.

### Alimentación
El uso de motores de gasolina de cinco cilindros en línea en automóviles de producción en masa solo se volvió realmente viable con la llegada de la inyección de combustible. Un motor de cinco cilindros que utilizase un sistema de alimentación mediante un carburador tiene un problema inevitable, ya que la distancia al carburador varía demasiado entre los cilindros en los extremos del motor y los que están más cerca para lograr una entrega de combustible fiable y consistente. El uso de varios carburadores (dos o tres) siempre da como resultado que un carburador alimente más cilindros que el otro, lo que también produce problemas de funcionamiento y ajuste. En teoría, se podrían usar carburadores individuales para cada cilindro, pero este enfoque es costoso e implica serias dificultades para equilibrar su funcionamiento. Multi-point inyección de combustible evita todos los problemas anteriores al alimentar cada cilindro individualmente. Este problema de abastecimiento de combustible nunca estuvo presente en los motores diésel (excepto el Volvo D5) que, como todos los motores diésel, usaron inyección de combustible desde el principio, razón por la cual los motores diésel de cinco cilindros grandes se veían comúnmente décadas antes de la adopción del tipo para uso automotriz.

### Orden de encendido

Motor de cuatro tiempos y cinco cilindros en línea

Los órdenes de disparo comunes para los motores de cinco cilindros en línea son 1-2-4-5-3 (en la imagen) y 1-5-2-3-4, o sus inversos.
Teniendo en cuenta únicamente los motores con intervalo de disparo uniformemente espaciado, a diferencia de un motor de cuatro, seis u ocho cilindros en línea, cada configuración de un cigüeñal para cinco cilindros admitirá un solo orden de encendido (si no se considera su inverso).
Por el contrario, el diseño estándar de cigüeñal de seis cilindros en línea, debido a que sus seis igniciones se distribuyen en solo tres ángulos únicos, o fases, se puede ejecutar en cualquiera de cuatro órdenes de encendido diferentes, asumiendo los cambios necesarios en las válvulas, el encendido y el abastecimiento de combustible (y cuando proceda, en el espaciamiento entre los ciclos de ignición). Dicho esto, la mayoría de los motores de seis cilindros utilizan la secuencia 1-5-3-6-2-4 debido a la ordenada distribución de admisión y escape que ofrece (consúltese la sección anterior Alimentación).
Un motor de cinco cilindros en línea de cuatro tiempos no puede tener fases de pistón compartidas entre sus cilindros sin introducir un tiempo de disparo desigual, porque 720 grados (4 golpes de pistón) divididos por 5 son 144, que no es un divisor de 360, por lo que debe disponer de un cigüeñal con cinco fases de manivela. De esta forma, el equilibrio de un motor de cinco cilindros en línea está especial e intrínsecamente ligado a su orden de encendido, y viceversa, en el sentido de que no pueden elegirse por separado.
En el caso de los motores de dos tiempos, todos los motores en línea están igualmente limitados a tener un solo orden de encendido para una configuración de manivelas dada. Debido a que se produce un ciclo completo cada 360 grados, no hay posibilidad de compartir fases de pistón sin tener encendidos simultáneos, por lo que el motor de cinco cilindros en línea no tiene ninguna desventaja en este caso.
Para determinar el número total de órdenes de encendido posibles, solo se requiere un simple cálculo combinatorio, hallando las permutaciones posibles. Las órdenes de encendido son cíclicas o circulares; entonces 1-2-3 es lo mismo que 2-3-1 o que 3-1-2. Esto significa que el número total de permutaciones se puede reducir por un factor del número de cilindros; cinco en este caso.
Por tanto, el número total de posibles órdenes de ignición es:
{\displaystyle {\frac {5!}{5}}\;=\;4!\;=\;4\times 3\times 2\times 1\;=\;24}
donde 5! significa el factorial de 5.
Esto también corresponde en cierto sentido a los 24 ordenamientos únicos de las fases de las manivelas del cigüeñal {0°, 72°, 144°, 216°, 288°} a lo largo de su longitud. Recordando que el cigüeñal puede girar libremente, estas cifras de fase son solo relativas; usando uno como referencia, solo hay otras cuatro fases posibles, dando el mismo resultado de 24 permutaciones.
Sin un sentido intuitivo de cuál de las 24 configuraciones posibles del cigüeñal producirá resultados óptimos en términos de equilibrio o de torsión del cigüeñal, se dejó a los ingenieros considerar cada una de ellas, al menos inicialmente a nivel teórico. Sin embargo, los 24 órdenes de disparo posibles se han reducido a solo dos en la práctica.
Para cuatro tiempos:
- 1-2-4-5-3 da como resultado el par de balanceo primario mínimo (velocidad del cigüeñal). Es el orden elegido para los motores de cinco cilindros en línea destinados a automóviles de carretera como los fabricados por Volvo (también utilizados por Renault), Volkswagen/Audi, GM y Honda.
- 1-5-2-3-4 da como resultado el par de balanceo primario máximo, pero un desequilibrio secundario mínimo, y rara vez se usa en los motores de cinco cilindros en línea. Sin embargo, es el orden que a veces se emplea para cada banco de algunos motores V10, como por ejemplo en los Dodge Viper, Audi R8 y BMW E60/61 M5 y E63/64 M6.

El orden de ignición 1-5-2-3-4 también se ha utilizado en motores fueraborda de dos tiempos, como por ejemplo el Force 150 de Mercury.
Se debe tener en cuenta que una configuración de cigüeñal determinada genera un orden de encendido diferente para una aplicación de dos tiempos de la necesaria en el caso de cuatro tiempos, y viceversa. El cigüeñal para un orden de encendido 1-2-4-5-3 en un motor de cuatro tiempos produciría un orden de encendido de 1-5-2-3-4 en un motor de dos tiempos. Entonces, el cigüeñal tendría fases de manivela de {0°, 144°, 216°, 288°, 72°} en ambos casos. Las órdenes de encendido inverso requieren un cigüeñal diferente con imagen especular (a menos que se pueda permitir que el motor gire hacia atrás).
Consúltese la sección Equilibrio para obtener más información.

### Sonido
Los 5 pulsos de encendido del ciclo de cuatro tiempos en un motor de cinco cilindros en línea por cada dos rotaciones del cigüeñal generan un sonido distintivo, que puede ser representado por el intervalo musical 5:2. Los sonidos del motor (incluso los de un solo cilindro), al ser de naturaleza periódica, ocupan una extensión de frecuencias que se puede representar como múltiplos ascendentes, como en una serie de Fourier, que comienza con una frecuencia fundamental (media velocidad) y aumenta en múltiplos enteros, con cada uno presente en diferentes cantidades en el sonido final. Tomando una amplitud de una octava en un intervalo da como resultado otro intervalo relacionado (es decir, a través de una inversión), en un proceso equivalente a seleccionar un múltiplo más alto en la serie de frecuencias descrita anteriormente. Tal intervalo invertido podría ser 5:4, a través de 5:2; es decir, una tercera mayor del tipo temperado. Este patrón sonoro genera una serie armónica pura, que no está muy alejada de la tercera principal de 12 tonos-uniformemente temperada que se encuentra en gran parte de la música occidental.
De manera similar, se pueden descubrir otros intervalos para el orden de encendido regular de otros motores con diferentes números de cilindros. Por ejemplo, los motores en línea de tres cilindros y derivados (6 o 12 cilindros) emiten una quinta perfecta 3:2; los de cuatro cilindros y derivados una octava 2:1; y los de siete cilindros una séptima armónica 7:4.

## Uso en automóviles

### Diésel
El primer motor de cinco cilindros en línea de producción en serie para un vehículo de pasajeros fue el Mercedes-Benz OM617, un motor diésel de 3.0 L introducido en 1974 y utilizado en el Mercedes-Benz 300D, considerado como uno de los motores más fiables jamás producidos, que a menudo excede las 400 000 millas (644 000 km). Recibió un turbocompresor en 1978, y su sucesor, el OM602, utilizado en los Mercedes-Benz W124, G-Klasse y Sprinter, también es conocido por superar las 500 000 millas (805 000 km) en algunos casos. Al OM602 de 5 cilindros le sucedió el motor de cuatro válvulas OM605 (E250D 20V) y posteriormente el OM612 y el OM647 con turbocompresor e inyección directa con common-rail (C/E/ML 270CDI). Mercedes-Benz continuó usando motores diésel de cinco cilindros hasta 2006, cuando los propulsores OM612 y OM647 terminaron su producción, aunque SsangYong continuó usándolos en sus modelos SUV.
Audi produjo una serie de motores diésel de cinco cilindros en línea para los Audi 100 y Audi A6 de 1978 a 1997. Este motor se utilizó en varias furgonetas Volvo y Volkswagen.
Por su parte, Volvo diseñó su propio motor D5, que ha estado disponible en la mayor parte de su línea de vehículos desde 2001. Sin embargo, en 2015 se abandonó en favor de un motor de cuatro cilindros más pequeño, que reemplazó a la mayoría de los motores D5. Actualmente, no se fabrican otros motores diésel Volvo de 5 cilindros.
El Jeep Grand Cherokee estaba disponible con motores diésel de cinco cilindros en línea en Europa. Desde 1999 hasta 2001 con motor VM Motori de 3.1 litros y desde 2002 hasta 2004 con motor Mercedes-Benz de 2.7 litros.
A finales de la década de 1990, el Grupo Rover desarrolló un motor diésel propio de cinco cilindros en línea, el Td5, para los modelos Land Rover Discovery y Defender.
Desde 2006, Ford ha producido un motor turboalimentado de cinco cilindros de 3.2 L con el nombre Duratorq para los modelos Ford Transit, Ford Ranger y Mazda BT-50. El mismo motor se vendió con las Transit en Norteamérica con el nombre de Power Stroke.
Fiat produjo en la década de 1990 los motores modulares Fiat Pratola Serra, que incluyeron un propulsor diésel de cinco cilindros en línea turboalimentado de 2.4 litros. Este motor se utilizó en los Fiat Marea, Lancia Kappa, Lancia Lybra, Lancia Thesis, Alfa Romeo 156, Alfa Romeo 166 y Alfa Romeo 159.

### Gasolina
Los primeros pasos hacia un motor de gasolina de cinco cilindros en línea fueron realizados por Rover, que desarrolló un motor de 2.5 litros en 1966 como un medio para suministrar más potencia a la berlina Rover P6. Sin embargo, el diseño, alimentado por tres carburadores (uno de un tamaño diferente a la otra pareja), sufrió problemas de distribución del combustible en los cilindros y no pasó de la etapa de prototipo.
Audi presentó la primera realización de un propulsor de gasolina de cinco cilindros en línea, un motor de 2.1 L DOHC, en el Audi 100 de 1976. En 1981, el Audi 100 también estuvo disponible con la producción del motor más pequeño de cinco cilindros en línea, una variante de 1.9 L. Audi usó motores de 2.2 L de cinco cilindros en línea en muchos de sus coches entre 1976 y principios de la década de 1990, incluidos el Audi Sport Quattro de 305 hp y el Audi RS2 Avant con 315 hp.
El motor Audi de cinco cilindros en línea se utilizó ampliamente en los deportes del motor, particularmente en el Grupo B de rallies con el famoso Audi S1 Sport Quattro E2 de 600 hp, y en el Campeonato IMSA GT con el Audi 90 Quattro IMSA GTO 2.1 20V de 720 hp.
En 1987, el equipo de fábrica probó una versión de 1000 hp del Audi S1 Sport Quattro, con motor de cinco cilindros en línea, pero ese prototipo nunca se usó en carreras debido a la supresión del Grupo B.
El motor Audi de cinco cilindros es una opción muy popular en el Campeonato de Europa de Drag Racing, particularmente en los países escandinavos. Con una modificación extrema para esta modalidad, se ha comprobado que los motores 2.2 20V Inline 5 de Audi (como los 3B, AAN, ABY y ADU) pueden llegar a producir una potencia superior a 1 megavatio (1340 hp).
También se utilizó un motor Audi de cinco cilindros en el prototipo Italdesign Aztec. En 2009, Audi comenzó a usar un nuevo motor turboalimentado de cinco cilindros en línea en el Audi TT y más tarde en el Audi A3 y en el Audi Quattro Concept.
Desde que Volvo presentó su Volvo 850 en 1991, gran parte de su gama adoptó su motor Modular de cinco cilindros, también utilizados en los modelos Focus ST y RS de Ford. Todos los motores de gasolina de cinco cilindros en línea utilizados por Volvo y Ford se fabricaron en la planta de motores Volvo Skövde en Skövde, Suecia, hasta su cancelación en 2016.
Honda produjo el motor de cinco cilindros G series a partir de 1989 y lo usó en sus modelos Vigor, Inspire, Ascot, Rafaga y Acura TL.
Volkswagen usó motores de cinco cilindros en línea en su Eurovan y desarrolló otro motor diferente también de cinco cilindros que se usó en los modelos Jetta, Passat, Golf, Rabbit y New Beetle en América del Norte hasta principios de la década de 2010. En Sudáfrica, el conocido VW Microbus/Caravelle (un vehículo de pasajeros) se equipó más tarde con un motor Audi de 5 cilindros de 2.5 L (1991-1994) y más adelante con un motor refrigerado por agua de 2.6 L (1995-2002), reemplazando al viejo Volkswagen 1800 y al motor de 2100 cc refrigerados por aire, que dieron un resultado deficiente en el minibús grande. Debido a su altura, el motor Audi de cinco cilindros en línea tenía que estar inclinado para encajar debajo de la plataforma del motor trasero, empleando un ventilador de enfriamiento eléctrico adicional en el apagado, para evitar la deformación de la culata de aluminio y del colector de admisión.
Fiat también utilizó sus propios motores de gasolina de cinco cilindros en línea en los modelos Fiat Marea para Europa (2.0 L, 20v, 155 hp), Fiat Bravo/Brava/Marea, Fiat Coupé (2.0 L, 20v, turboalimentado, 220 hp) y Fiat Stilo (2.4 L, 20v, 170 ; hp), así como en el Fiat Marea brasileño con tres variantes: 2.0L, 20v, N/A, 142 hp; 2.0L, 20v, turboalimentado, 182 hp y 2.4 L, 20v, N/A, 162 hp.
Lancia también usó los motores Fiat de cinco cilindros en línea en los Lancia Kappa, Lancia Lybra y Lancia Thesis.
La familia de motores Atlas de General Motors también incluyó dos propulsores de cinco cilindros en línea, uno de 3.5 y uno de 3.7 L, utilizados en su GMT 355 (incluidos el Chevrolet Colorado y el Hummer H3) de 2004 a 2012.

## Uso en motocicletas
Las motocicletas más pequeñas de competición con motor de cinco cilindros en línea fueron dos Honda de 125 cc, la RC148 de 1965 y la RC149 de 1966. La configuración de cinco cilindros se usó porque compartía componentes (y por lo tanto, desarrollo simultáneo) con la RC116 de dos cilindros y 50 cc. Sin embargo, se trató de una solución inusual, en el sentido de que se configuró de manera bastante inteligente como un motor de seis cilindros en línea pero con uno de los cilindros intermedios eliminado. Vale la pena señalar que Honda ya tenía experiencia con motores de seis cilindros en línea (RC165 y RC166), mientras que, por el contrario, un motor de cinco cilindros en línea de alto régimen de giro y encendido uniforme (y su multiplicidad de configuraciones potenciales) habría sido todo un desafío de ingeniería desde el punto de vista de las vibraciones.